# Шельфовий льодовик Гетц
74°15′ пд. ш. 125°00′ зх. д. / 74.25° пд. ш. 125° зх. д.

Найбільші шельфові льодовики Антарктиди.
Росса (472960 km²)
Ронне-Фільхнера (422420 km²)
Еймері (62620 km²)
Ларсена (48600 km²)
Рісер-Ларсена (48180 km²)
Фімбул (41060 km²)
Шеклтона (33820 km²)
Гетц (32810 km²)
Георга VI (23880 km²)
Західний (16370 km²)
Вілкінса (13680 km²)

Шельфовий льодовик Гетц — це найбільший шельфовий льодовик Антарктики вздовж південно-тихоокеанської антарктичної берегової лінії, понад 500 км завдовжки і від 30-100 км завширшки, межує з узбережжям Гоббса та Бакутіса Землі у Марі Берд між висотами Макдональд і півостровом Мартін. Кілька великих островів Грант, Шепард (острів), що частково або повністю врізані в шельфовий льодовик, закріплюючи передню частину льоду.

## Опис
Літні вимірювання температури та солоності з 1994 по 2010 рік показують, що шельф піддається більш мінливому впливу океану, ніж інші шельфи Антарктики. Під холодними поверхневими водами термоклин був на ~200 м мілкішим у 2007 році, ніж у 2000 році, що вказує на зміщення доступу глибокої води до континентального шельфу та основи шельфового льодовика. Розрахована середня базальна швидкість танення становить від 1,1 до 4,1 м льоду на рік, що робить Гетц найбільшим джерелом талої води в Південному океані. 
Шельфовий льодовик на захід від острова Сіпл був відкритий Антарктичною службою США (USAS) у грудні 1940 року. Частину на схід від острова Сіпл було вперше окреслено за допомогою аерофотознімків, зроблених під час операції ВМС США «Хайджамп» у 1946–47 роках. Геологічна служба Сполучених Штатів зробила карту всього об’єкта з повітряних фотографій ВМС США 1962–65 років. Він був названий USAS (1939–41) на честь Джорджа Ф. Гетца з Чикаго, штат Іллінойс, який допоміг у комплектації гідролітака для експедиції. 
У лютому 2021 року повідомлялося, що чотирнадцять льодовиків, які утворюють шельф, прискорилися та втратили 315 гігатонн льоду з 1994 року. Причиною прискорення називають «форсування океану», процес, коли відносно тепла глибоководна вода розтоплює льодовики знизу. 

## Галерея

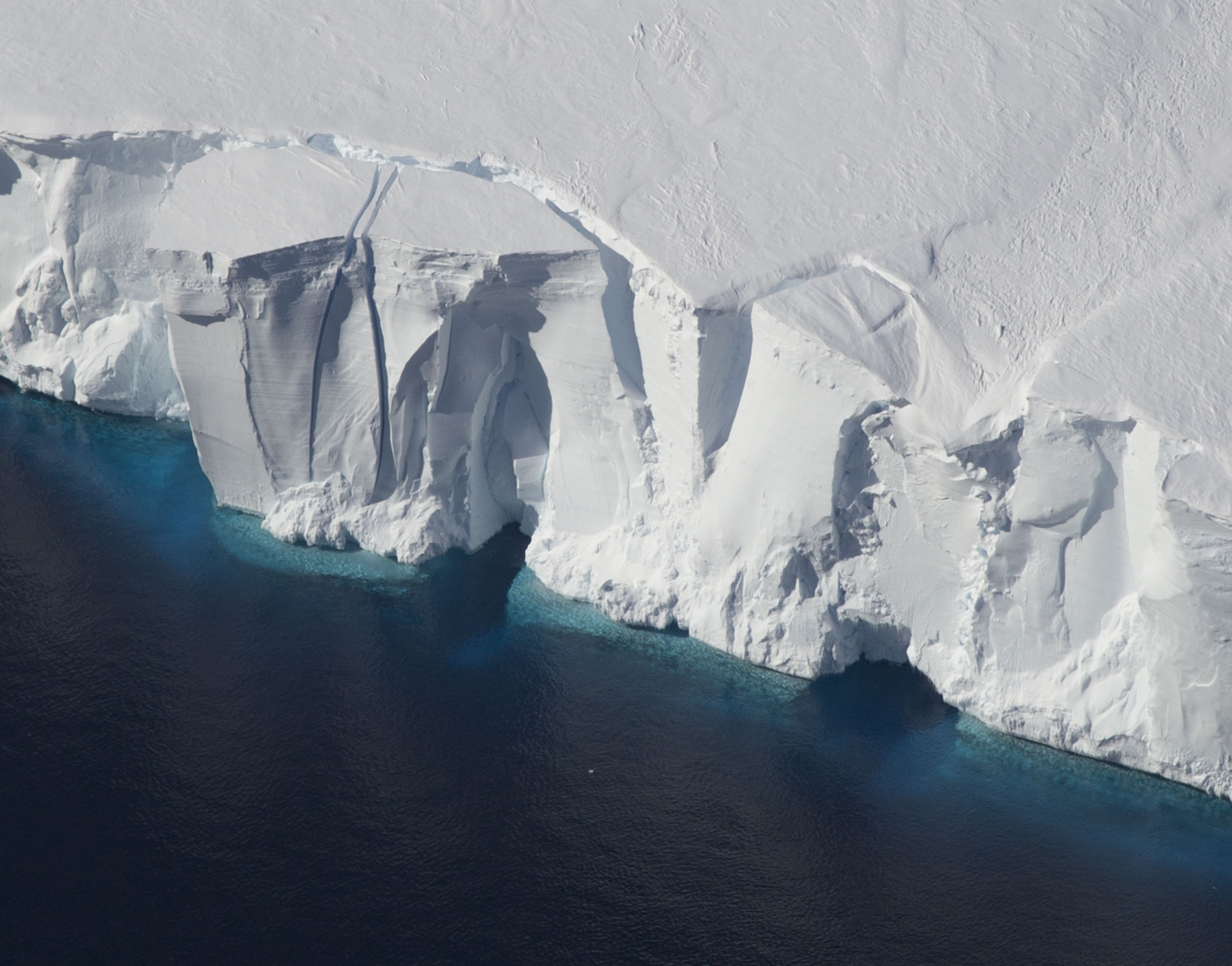
Утворення айсберга
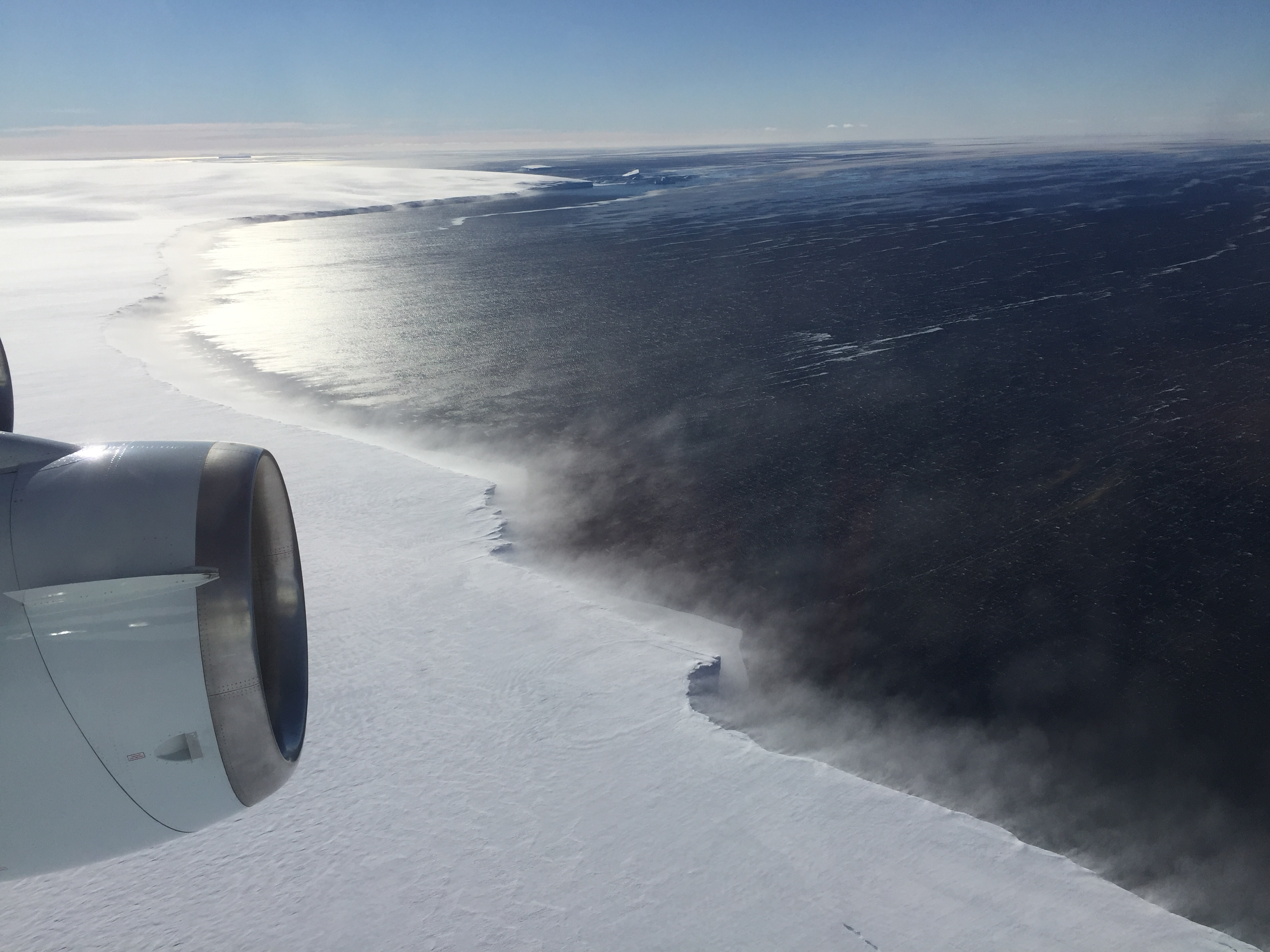
Вид з літака